# Cosimo Damiano Fonseca
Cosimo Damiano Fonseca (Massafra, 21 febbraio 1932 – Massafra, 10 marzo 2025) è stato un presbitero, storico e medievista italiano, specialista del Medioevo normanno-svevo e di Storia della Chiesa cattolica nonché fondatore e primo rettore dell'Università della Basilicata.

## Biografia
Aveva studiato Teologia a Napoli. Nel 1954, fu ordinato sacerdote e, nel 1956, conseguì il dottorato in Teologia. Studiò poi Storia, dal 1958 al 1961, presso l'Università Cattolica di Milano, dove si laureò, conseguendo poi anche qui un dottorato. Nella stessa Università, lavorò dapprima come assistente del suo maestro Cinzio Violante e, dal 1961, come docente di Storia medievale, materia che insegnò anche presso l'Università di Lecce, dove ricoprì l'incarico di Preside di facoltà per nove anni.
In seguito insegnò all'Università di Bari storia medievale e storia del cristianesimo, quindi a Potenza, presso la neonata Università della Basilicata, di cui fu fondatore e primo rettore per quattro mandati, dal 1982 fino al 1994.
Ricoprì ancora una cattedra di Storia medievale a Bari fino al 2004, quando andò in pensione, per poi essere nominato professore emerito.
Fonseca fu vicepresidente della Conferenza dei Rettori delle Università Italiane e membro del Consiglio Universitario Nazionale (CUN).
Fondò numerosi istituti di ricerca universitari, tra cui, nel 1982, il Centro Internazionale di Studi Gioachimiti per lo studio degli scritti di Gioacchino da Fiore, di cui divenne direttore; nel 1985, l'Istituto Internazionale di Studi Federiciani del CNR dedicato allo studio dei monumenti di Federico II di Svevia in Italia meridionale; e nel 1993, a Taranto, il Centro Studi Melitensi, che si occupa di studi sull'Ordine dei Cavalieri Ospitalieri di San Giovanni di Gerusalemme.
Fonseca fu membro dell'Accademia Nazionale dei Lincei, dell'Istituto Lombardo di Scienze e Lettere, dell'Accademia Pontaniana di Napoli e dell'Accademia di Scienze, Lettere e Arti di Palermo. Fu collaboratore dell'Istituto dell'Enciclopedia italiana Treccani, avendo fatto parte del comitato direttivo dell'Enciclopedia Fridericiana.
Fu direttore del comitato scientifico del Centro Internazionale di Studi sull'arte dell'età
normanno-sveva.

## Riconoscimenti
- Medaglia d'Oro della Scuola della ai Benemeriti della cultura e dell'arte (1982)
- Commendatore dell'Ordine al Merito della Repubblica Italiana (1983)
- Grande Ufficiale dell'Ordine al Merito della Repubblica Italiana (1986)
- Cavaliere di Gran Croce dell'Ordine al Merito della Repubblica Italiana (1989)
- Grande Ufficiale dell'Ordine equestre del Santo Sepolcro di Gerusalemme
- Premio "Augustale d'Oro" - riconoscimento alla carriera da parte del Centro "Don Tommaso Leccisotti" d'intesa con il Comune di Torremaggiore (2014)

## Opere
- Medioevo canonicale, Milano, Vita e pensiero, 1970
- Particolarismo istituzionale e organizzazione ecclesiastica del Mezzogiorno medioevale, Galatina, Congedo, 1987
- Civiltà delle grotte: Mezzogiorno rupestre, Napoli, Edizioni del Sole, 1988
- L' università degli studi della Basilicata: utopia e progetto, Galatina, Congedo, 1994
- La societas christiana dei secoli 11 e 12, Spoleto, Fondazione Centro italiano di studi sull'alto medioevo, 2009